# TeeChart
TeeChart és una llibreria de components gràfics i estadístics per entorns de desenvolupament de programari com Microsoft Visual Studio, Borland Delphi, Java (llenguatge de programació), etc.
Desenvolupat per l'empresa Steema Software, SL situada a Girona, Catalunya.
Està disponible com a programari comercial i programari no comercial.
A partir del 1997, Borland (més endavant adquirida per Embarcadero Technologies) va incloure una versió estàndard de TeeChart com una part integral de la paleta de components en la majoria de versions del seu entorn integrat de desenvolupament (IDE); Delphi i C++ Builder, i actualment TeeChart forma part de Embarcadero RAD Studio 10.2 Tokyo.
TeeChart Pro és un producte comercial que ofereix versions shareware en tots els seus formats. TeeChart.Lite per .NET és un component gràfic per la comunitat de Microsoft .NET i TeeChart per PHP és una llibreria open source per entorns PHP. La llibreria gràfica TeeChart ofereix diversos estils de gràfics en les versions per Delphi VCL i FireMonkey (FMX), Activex, C#, per Microsoft Visual Studio.NET, Java (llenguatge de programació) i PHP.
El codi font ha estat disponible sempre en totes les versions excepte en la versió Activex.
La interfície d'usuari de TeeChart s'ha traduït a 38 llengües diferents.

## Història
La primera versió de TeeChart es va escriure el 1995 pel seu autor David Berneda, cofundador de Steema, utilitzant l'entorn de programació Borland Delphi Visual Component Library, i la seva primera publicació com a versió shareware va ser disponible a través de CompuServe el mateix any. En la primera versió per Delphi VCL, TeeChart es va escriure com una llibreria gràfica de 16 bits anomenant-se TeeChart versió 1. La següent versió de TeeChart es va publicar com a llibreria gràfica de 32 bits (compilació 32bits compatible amb Delphi 2), però es va anomenar TeeChart VCL versió 3 per coincidir amb la nomenclatura de Borland en incloure-la en la paleta de components de Borland Delphi v3 el 1997 i en la de C++ Builder v3 el 1998. Des de llavors TeeChart s'ha inclòs en els entorns Delphi i C++ Builder, essent la versió actual Embarcadero RAD Studio 10.2 Tokyo.
La primera versió ActiveX de TeeChart va ser la 'versió 3' per coincidir amb la nomenclatura de la versió 3 VCL i es va publicar el 1998. La versió s'ha optimitzat per treballar amb Visual Studio v97 de Microsoft i amb v6.0 dels paquets de programador que inclouen els llenguatges de programació Visual Basic i Visual C++. El 2002 Steema va publicar la primera versió C# nativa de TeeChart compatible amb Microsoft Visual Studio .NET i el 2003 va publicar TeeChart.Lite per .NET, una llibreria de components gràfics gratuïta per Visual Studio.NET compatible també amb Mono (Software). La primera versió nativa de TeeChart per Java (llenguatge de programació) es va publicar el 2006 i tres anys més tard, el 2009, la primera versió nativa de TeeChart per PHP. El Juny del 2010 la versió per PHP es va publicar com a versió open source. Durant el primer semestre del 2011 es van publicar versions mòbils del TeeChart per a dispositius Android i Windows Phone 7. Durant el 2012 la funcionalitat del TeeChart es va estendre per poder treballar amb dispositius iPhone/iPad i BlackBerry. I també dins el mateix any es va publicar una nova versió JavaScript / HTML 5. El 2013 es va llançar una versió TeeChart.Store per donar suport a les aplicacions de la Windows Store i va incloure també el suport a Windows Phone 8. El 2014 es va publicar la primera versió de TeeChart per Xamarin.Forms que inclou suport multiplataforma per Android, iOS i Windows Phone.

## Exemples d'ús
TeeChart és un component gràfic de propòsit general dissenyat pel seu ús en diferents àmbits oferint un ampli ventall de dissenys per la visualització de dades. En general quan TeeChart és publicat en àrees on s'han d'interpretar gran quantitat de dades amb regularitat, resta a l'elecció del dissenyador en la seva forma més simple maximitzar la relació "data-ink ratio". Sloan Digital Sky Survey, l'ús de serveis web SDSS pel traç de dades "Scientific.. plotting of online data" al The Virtual Observatory Spectrum Services reflecteix aquest enfocament. Els autors del gràfic SDSS han triat representar les dades mitjançant la visualització de línia 2D estàndard de TeeChart.
La velocitat és també un factor a l'hora de triar la forma més eficaç de traçar dades. Per l'obtenció de dades en temps real cal un enfocament més econòmic pel processador de gràfics. El tractament informàtic de temps dedicat al traç de dades ha de ser el més àgil possible, alliberant l'ordinador de tasques "to achieve real-time data acquisition, display and analysis".
Un dels aspectes importants i explícits de moltes aplicacions de visualització de dades és la capacitat d'oferir interacció per a l'usuari; el document de la NASA, The Orbital Debris Engineering Model ORDEM2008 (Beta version), 2009, estableix que "The graphs may be zoomed, panned, copied to the clipboard, and exported to various file types" e Informàtica i Tecnologies de la Informàtica a l'Agricultura II, Volum 1, Daoliang, Li; Chunjiang, Zhao (2009), utilitzant també TeeChart, afirma que "the properties at any point in the chart can be viewed moving the mouse over it". Escrivint sobre el control de l'educació, Juha Lindfors declara que "The desired charting functionality (such as zooming and scaling) is achieved..".
Les aplicacions gràfiques s'han convertit cada vegada més en aplicacions 'en línia', posades a disposició ja sigui per a un públic més ampli o una base d'usuaris territorialment remota, a través de les aplicacions en xarxa. La World Wide Web (la web) s'ha convertit "by far, the most popular Internet protocol" per difondre les aplicacions en línia. La majoria de les principals IDEs ofereixen entorns per aplicació web desenvolupada destinats a les aplicacions allotjades en el navegador. Els components gràfics, entre ells TeeChart, s'han adaptat per proporcionar models que funcionin dins d'un entorn de navegador, sovint usant imatges estàtiques i seqüències d'ordres tècniques d'estratificació de programació com Ajax per oferir un nivell d'interacció, millorar els temps de resposta i amagar una parent demora per part de l'usuari. Les opcions per enriquir el client, la flexibilitat de processar del navegador són explotades per les llibreries de TeeChart a través de mòduls que ofereixen 'micro-entorns' al navegador, com la tecnologia ActiveX, Adobe Flash, Microsoft Silverlight o Java Applets. Entorns Serverside ofereixen també un mitjà per interaccionar amb el script del navegador per respondre dinàmicament a les demandes gràfiques. Joomla i Codeigniter
 són entorns host per TeeChart PHP i un exemple d'una aplicació Embarcadero Intraweb VCL dissenyada utilitzant TeeChart es documenta aquí.